# Tegernbach (Egglkofen)
Tegernbach ist ein Gemeindeteil der Gemeinde Egglkofen im oberbayerischen Landkreis Mühldorf am Inn in Bayern.

## Geschichte
Die Siedlungsanfänge von Tegernbach gehen vermutlich bis ins 6./7. Jahrhundert zurück. Eine Stiftung im Ort „Tegrinpach“ ist um das Jahr 1130 erwähnt. Von 1818 bis 1934 war der Ort eine eigene Gemeinde. Am 1. Juli 1934 wurde die bis dahin selbstständige Gemeinde Tegernbach nach Egglkofen eingegliedert.

## Sehenswürdigkeiten
Die katholische Filialkirche St. Nikolaus, eine gotische Saalkirche mit nicht eingezogenem Chor stammt vom Ende des 15. Jahrhunderts und wurde später barockisiert. In die Liste der Liste der Baudenkmäler in Tegernbach sind außerdem fünf weitere Objekte eingetragen.